# 深圳市第三高級中學

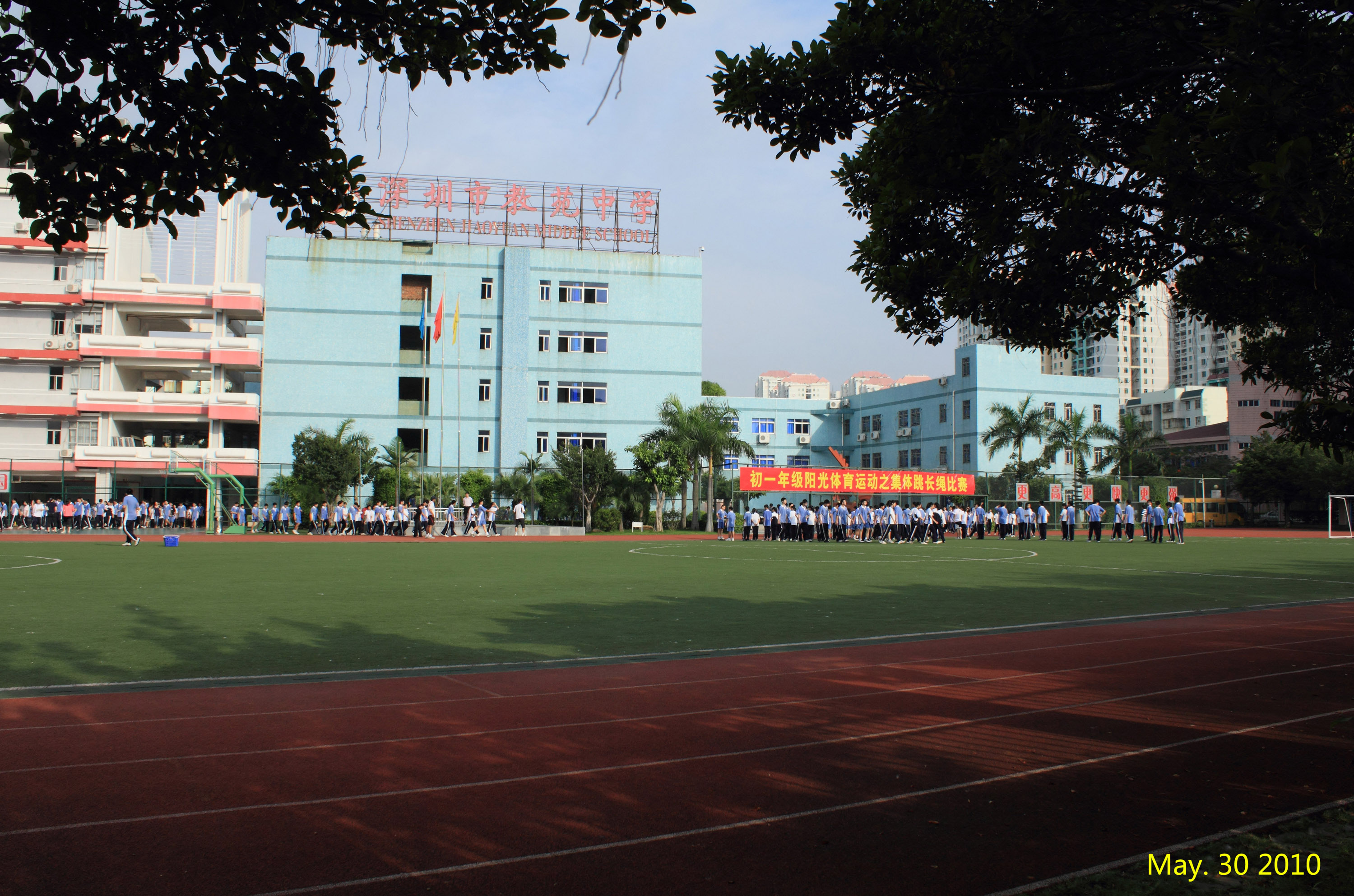
初中部

深圳市第三高級中學是广东省一级学校和广东省国家级示范性普通高中，是深圳市教育局直属公办全日制完全中学。学校现有两个校区，初中部位于福田区益田村内，高中部坐落于龙岗区中心城，学校占地面积12万多平方米，建筑面积近9万平方米，办学规模为90个教学班4500余名学生。

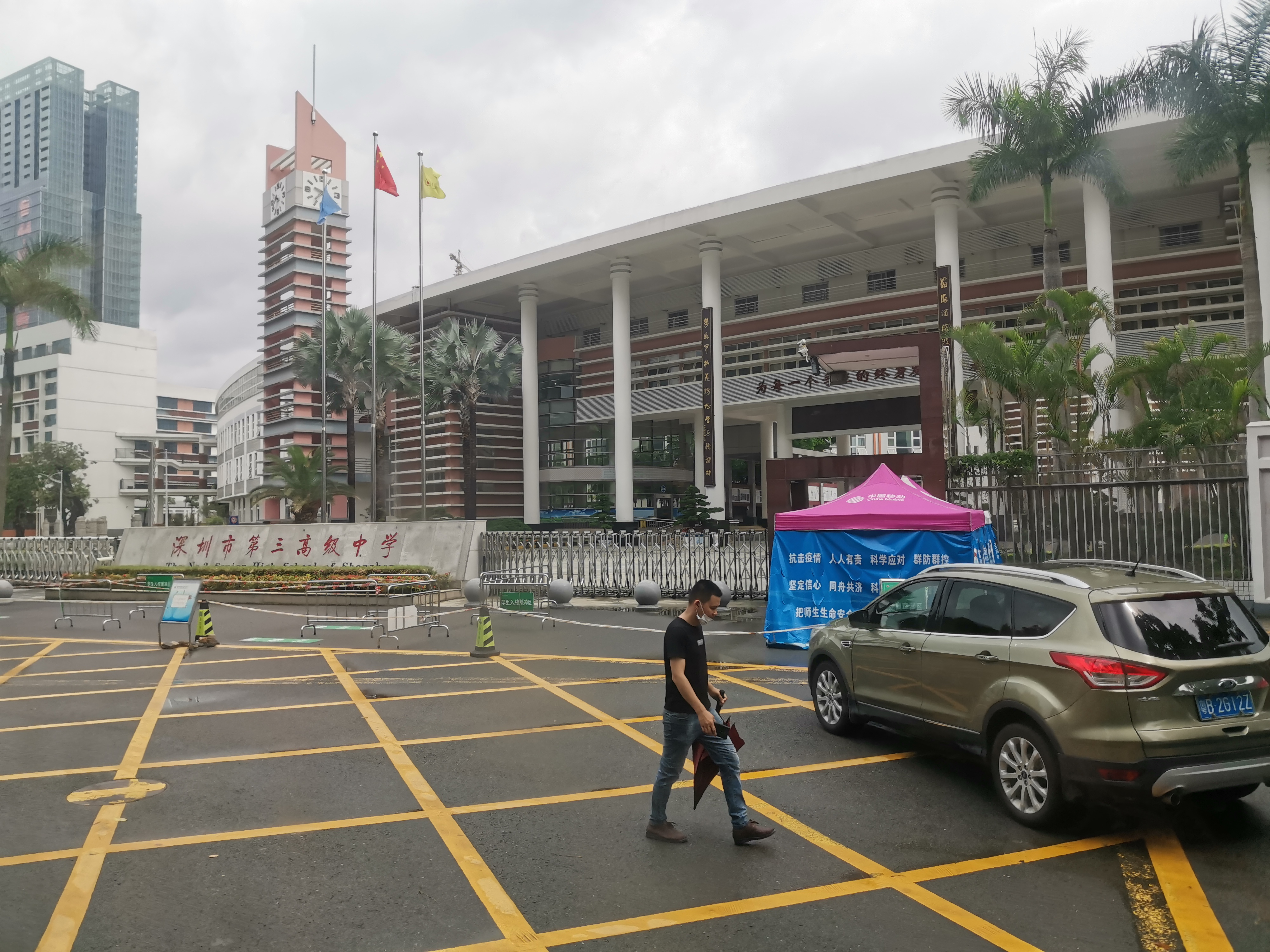
深圳市第三高级中学高中部校门

## 历史
1996年，5月，深圳市编办下文，成立深圳教育学院附属中学，隶属于深圳教育学院（深圳信息职业技术学院前身之一）；7月，学校党委任命学校首届领导班子：唐明俊任党支部书记，陈永清任行政负责人；8月，学校招收首批学生，其中初一年级2个班120名学生，高一年级4个班226名学生；9月，深圳教育学院附属中学首届学生入学。
当时校区与深圳教育学院共用校园，位于罗湖区泥岗西路1068号。
1998年9月，学校初中部搬迁至益田村西部校园办学。
1999年1月，学校党委任命徐灵为副校长并主持工作；高中部搬迁至益田村东部校园办学。
2002年，7月，深圳市教育局任命严杰夫为学校负责人，主持全面工作；8月，校本部迁至益田村初中部，高中部改称银湖校区，初中部改称益田校区。
2003年，7月，深圳市教育局任命严杰夫为校长。
2004年，4月，学校更名为深圳市教苑中学，转为深圳市教育局直属中学。
2005年，为了缓解校舍紧张，深圳市政府把正在筹划建设中的深圳市第三高级中学校舍交予深圳市教苑中学，随后高中部搬往位于龙岗区的新校舍。
2007年，12月，学校确认为首批“广东省国家级示范性普通高中”。
2010年，4月，学校又更名为深圳市第三高级中学。
2020年，7月，学校专职党委副书记宾华主持学校工作，严杰夫校长免职退休；11月，深圳市教育局正式任命宾华为校长。

## 校园文化

### 校训
- 校训：和敬敏实，臻于至善
- 校风：求真、崇善、尚美
- 教风：言传、身范、心育
- 学风：勤学、慎思、笃行

### 校歌
《志薄云天》
海之滨，邦之南，莘莘学子，济济斯堂。直面大海，志薄云天，圆我梦想，圆我梦想。古圣与先贤，心中之师范。习有所思，学有所长。切磋琢磨，君子有方，扬我之长，为校添光，明日天下纵马由缰。鹏之城，荔之乡，莘莘学子，济济斯堂。直面大海，志薄云天，兴我家邦，兴我家邦。格物而致知，学业兮日上。真善与美，唯我所尚。切磋琢磨，君子有方，扬我之长，为国添光，明日天下纵马由缰。纵马由缰。

### 办学策略
依法治校、质量立校、科研兴校、特色强校

## 校园生活

### 宿舍
学校高中部为全寄宿高中，女生宿舍位于1、2号楼，男生宿舍位于3号楼，宿舍为6人一间，配备一套桌椅、储物柜、热水和直饮水、独立卫浴（干湿不分离，位于阳台）和公共卫浴（位于每层楼走廊尽头）空调，阳台和有线电话。除此以外，学生亦可办理走读。

### 管理
学校实行封闭式半军事化管理。除国际部学生及社团成员因活动需要经过特别批准并签发通行证以外，学生严禁携带任何电子产品及其配件入校和使用。除走读生可以于申请时间离返校外，学校禁止于授课日任何时间外出。自2017年起，学校开始禁止收发外卖和快递。

### 交通
初中部：█3号线：益田站、福保站
高中部：█16号线：龙城公园

## 学校荣誉
学校全面推进优质教育和特色教育发展，教育教学质量大幅提升，培养出2名国际数学奥林匹克国家冬令营金牌获得者和1名银牌获得者。
2002年被评为深圳市一级学校，2004年被评为广东省一级学校，2006年12月通过广东省国家级示范性普通高中初期督导验收，2007年12月通过广东省高中教学水平优秀学校评估暨广东省国家级示范性普通高中验收确认。连续八年评为“深圳市高考工作先进单位”，先后获得全国和谐校园先进学校、广东省首批依法治校示范校、广东省首批安全文明校园、深圳市文明单位等国家级、省级、市级荣誉百余项。

## 轶事
深圳市第三高級中學的校門口牌匾數量之多，曾引起爭議，並被媒體報導。據統計，該校兩個校舍三個大門總共掛有222塊牌匾，其中除去一塊為說明文字，餘下皆為榮譽牌匾。